# Тэджо (станция метро)
«Тэджо» (кор. 대저역) — пересадочная эстакадная станция Пусанского метро между Третьей и Пусан — Кимхэ линиями; для линии Пусан — Кимхэ это конечная станция. Она представлена тремя платформой одной островной (на Третьей линии) и двумя боковыми (на линии Пусан — Кимхэ). Станция обслуживается Пусанской транспортной корпорацией. Расположена в квартале Тэджо-дон (1538 Daejeo 1(il)-dong) административного района Тоннэгу города Пусан (Республика Корея). На станции установлены платформенные раздвижные двери.
Станция на Третьей линии была открыта 28 ноября 2005 года, на линии Пусан — Кимхэ — 16 сентября 2011 года.
Открытие станции было совмещено с открытием всей Третьей линии, длиной 18,3 км, и еще 16 станций, а также с открытием всей линии Пусан — Кимхэ, длиной 23,9 км, и еще 20 станций.

Галерея станции метро Тэджо
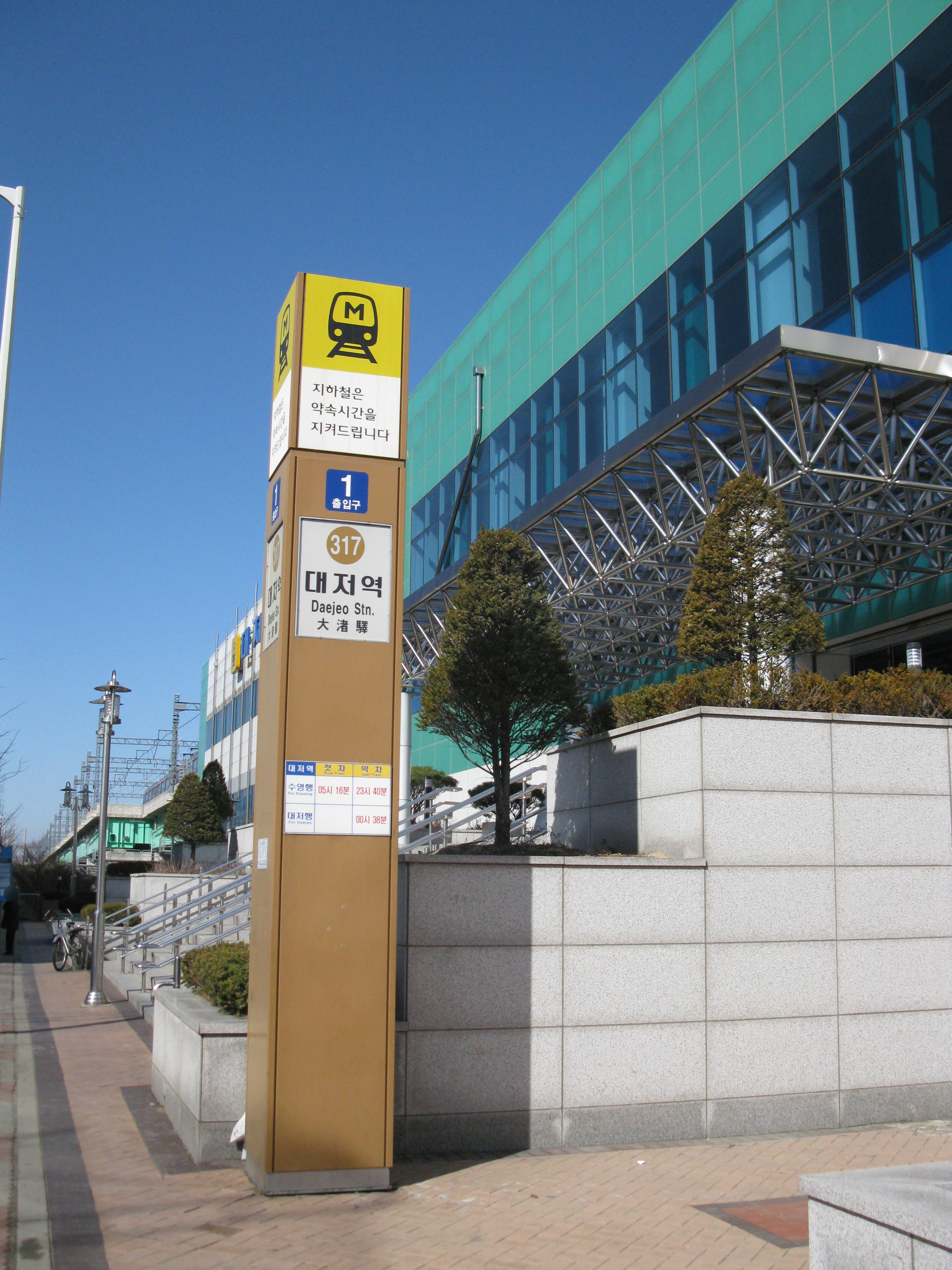
станция №317 Третьей линии
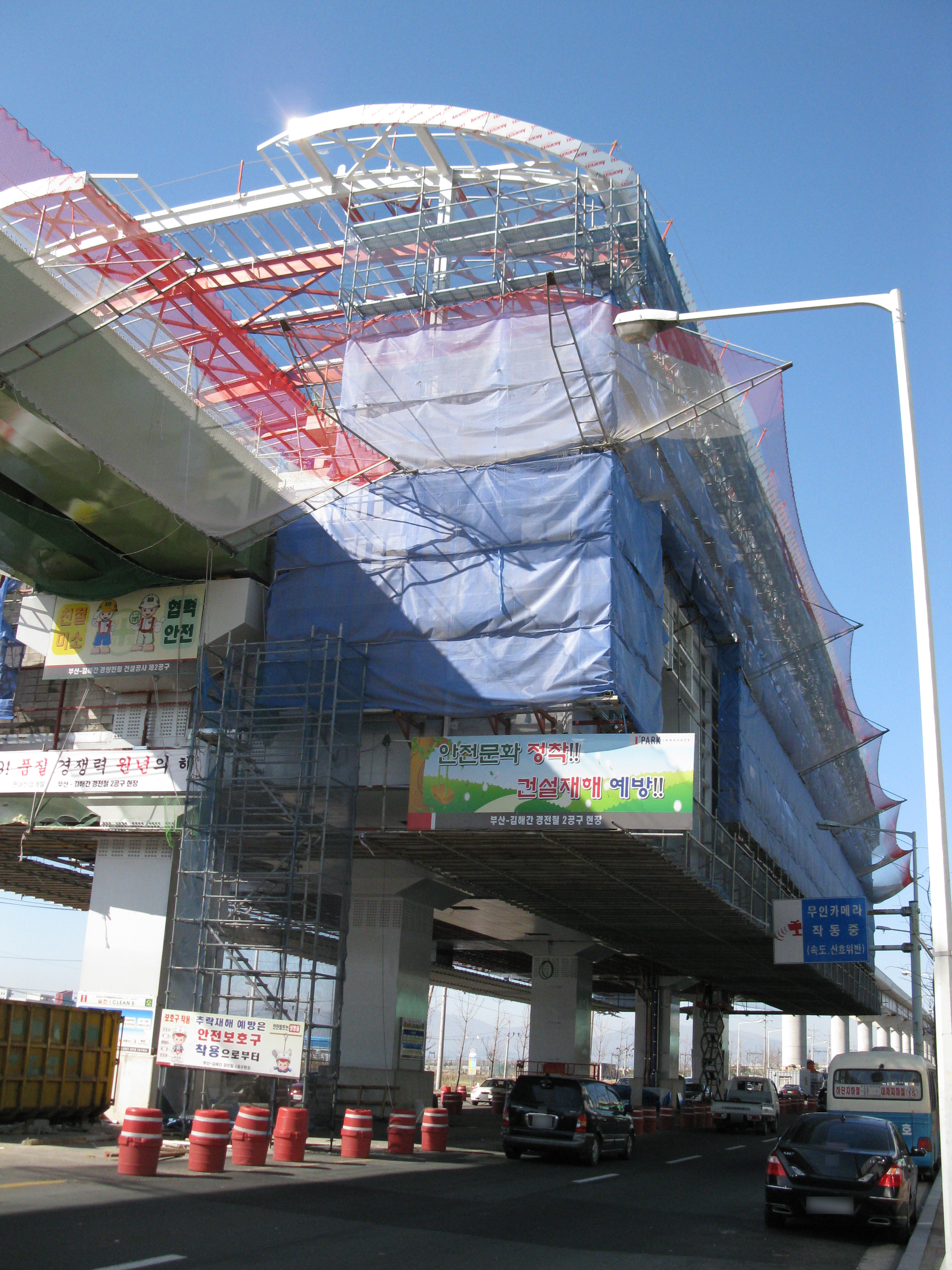
станция №7  линии Пусан — Кимхэ
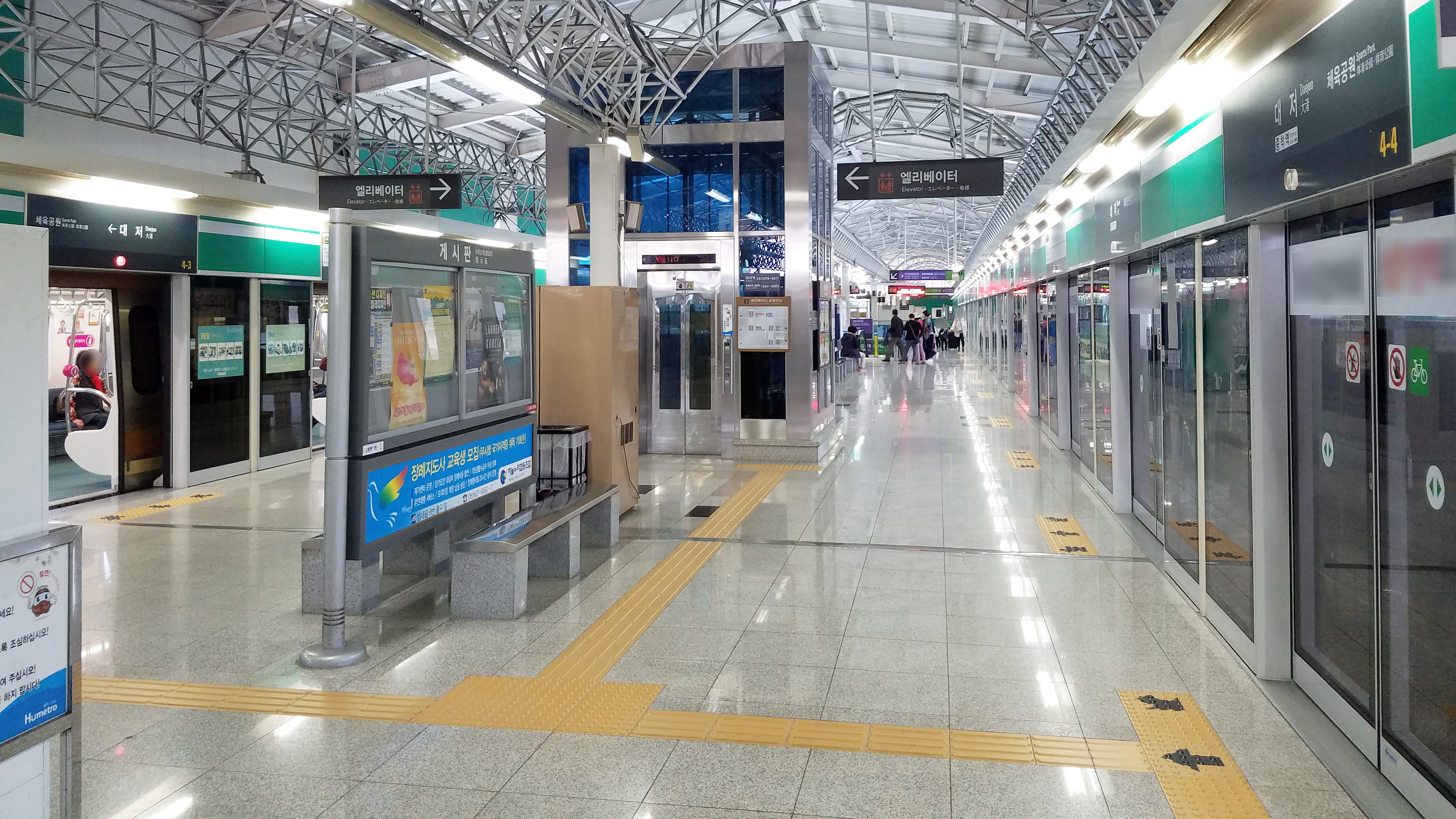
платформа станции №317